# Eventyr (Once Upon a Time)
Eventyr (Once Upon a Time) és un poema simfònic per a orquestra compost per Frederick Delius el 1917. Es va estrenar a Londres l'11 de gener de 1919, sota la direcció de Henry Wood, a qui va ser dedicat.
"Eventyr" significa "aventura", i es va inspirar en Norske Folkeeventyr, una col·lecció de contes populars noruecs publicats el 1841 per Peter Christen Asbjørnsen i Jørgen Moe, que van recopilar històries tradicionals directament de la gent del camp. Delius havia visitat Noruega durant molt de temps i va continuar fent-ho fins a principis dels anys vint. Els primers esbossos de l'obra es van fer cap al 1915, tot i que la composició pròpiament dita es va iniciar de debò el 1917.
Després d'una introducció de vint compassos, primer els fagots toquen un tema fantàstic i després els altres instruments de vent. El segon tema es presenta per les cordes i guanya en intensitat amb l'addició d'un altre tema en contrapunt. Diversos moments culminants precedeixen la creació d'un món màgic, dominat per un tema cromàtic descendent per a cordes, celesta i arpa. La peça es conclou amb el retorn de material anterior, seguit d'una secció de tancament tranquil·la.
Eventyr està orquestrada per a una gran orquestra que inclou sarrusòfon, carilló, plats, triangle, xilòfon, celesta i arpa.